# Ceratitis stictica
Ceratitis stictica är en tvåvingeart som beskrevs av Mario Bezzi 1909. Ceratitis stictica ingår i släktet Ceratitis och familjen borrflugor. Inga underarter finns listade i Catalogue of Life.